# Primero en mojarme
Primero en Mojarme es el segundo álbum de Christian Meier lanzado en 1999. Álbum que llevó a promocionar a distintas partes del mundo como España y México. Contó con disco de platino en Perú.

## Grabación del disco
En 1997 inició la preproducción de este disco. Se reunió con Manuel Garrido-Lecca, reconocido productor musical peruano con quien ya había trabajado en Arena Hash. El disco se grabó en Perú y en los estudios Criteria de Miami y se mezcló íntegramente en Kokopelli Sounds Studio bajo la tutela del reconocido ingeniero Keith Morrison. En esta nueva producción Meier siguió haciendo rock and roll y se nota su predilección por la raíces del Blues, R & B, Folk y Country.

## Lista de canciones
1. «Quien sabe»  - 4:27
2. «Quédate» - 4:09
3. «Espérame en el tren» - 4:12
4. «Un lugar en el sofá» - 4:22
5. «Ángel del cuarto piso» - 4:23
6. «Sentimiento» 3:22
7. «Primero en mojarme» - 4:24
8. «Verte me da igual» - 4:31
9. «Me recuerdas a alguien» - 4:02
10. «No me marees» - 3:40
11. «Reparto otra vez» - 4:16
12. «Nuevo sol» - 1:42